# 赵暹
赵暹，明朝广西崇善县（今崇左市江州区）土司。
宣德元年（1426年），赵暹为扩充辖地，率众攻占左州县城，抓住土官，夺其印，占据四十余村峒，大肆掳掠。大量制造各种火器，竖旗帜，自称为王，封官建制，四出攻打邻近州县。明朝令总兵官顾兴祖会广西三司剿捕。他拒绝招谕，率众扼守营寨与官军抗衡，被官军所困，被迫交出所夺各州土官印，并想要从间道潜逃突围，被千户胡广伏兵擒获。。